# 挂锁

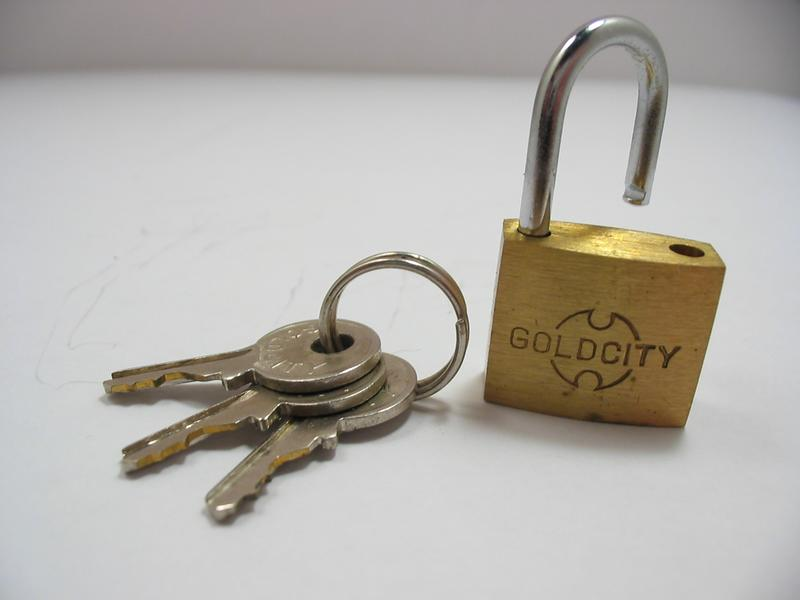
挂锁与钥匙

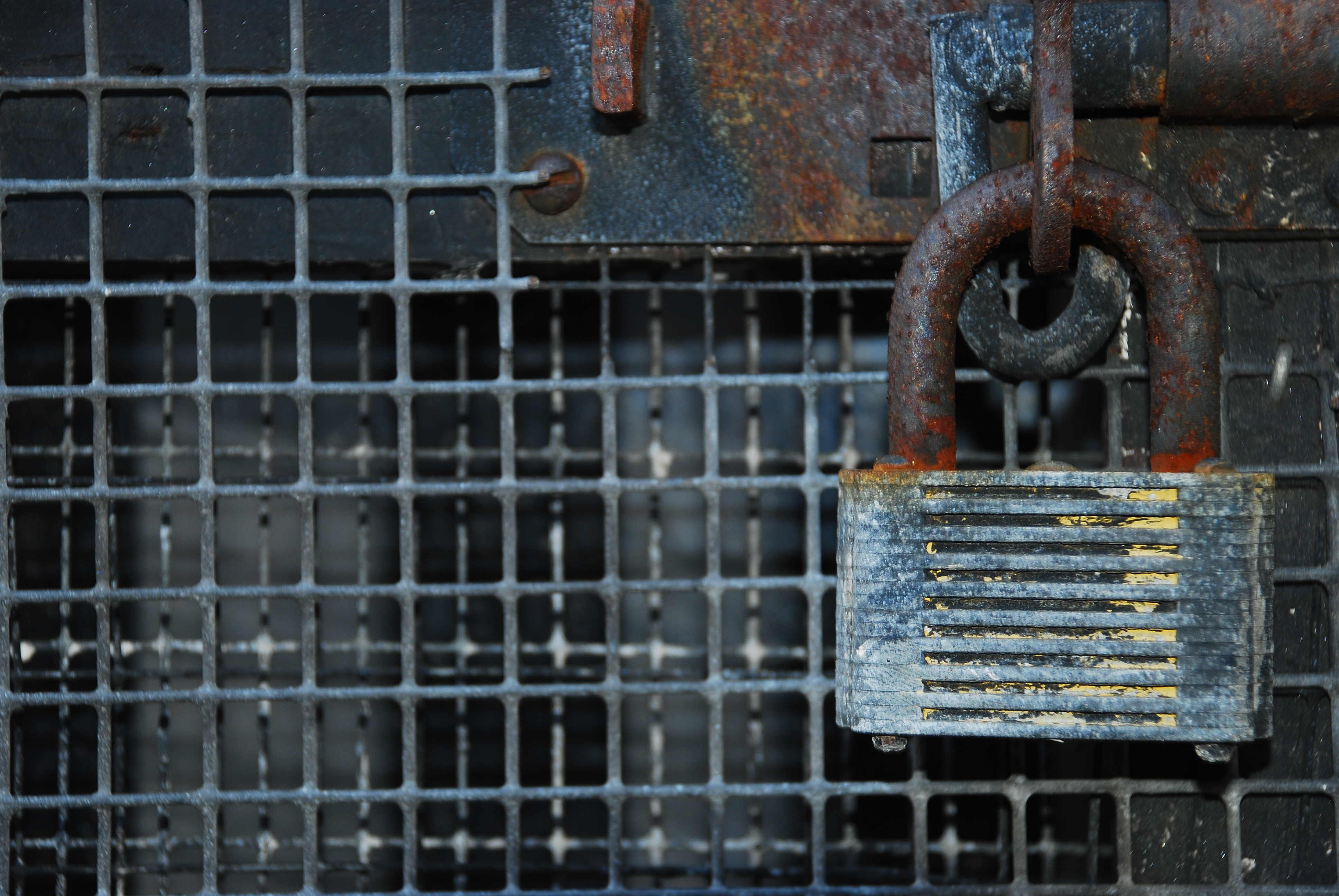
生锈的挂锁

挂锁是一种带有一个卸扣的便携式锁具，可以穿过一个开口（如环形链或搭扣环）并锁住来预防使用、偷窃、破坏或损害。
日语中将挂锁称之为「南京錠」（ nankinjō），源自江户时代将外来的珍奇、小巧物品冠称“南京”的習慣。

## 歷史
約西元前500年古羅馬人發明金屬製掛鎖，後來掛鎖經貿易路線傳至亞洲地區。

## 图片
- 1884年加州中央太平洋铁路公司（英语：Central Pacific Railroad）的黄铜车厢挂锁
- 加德满都的老挂锁
- 在比爾卡发现的維京時期挂锁
- 量販店內售賣各色各樣的掛鎖

## 象征安全的图标
许多网页浏览器或其他软件会在信息得到安全加密时以挂锁图标表示，如标识网页经过HTTPS加密。